# یاکشا: عملیات بی‌رحمانه
یاکشا: عملیات بی‌رحمانه (انگلیسی: Yaksha: Ruthless Operations؛‏ کره‌ای: 야차) یک فیلم اکشن جاسوسی محصول سال ۲۰۲۲ کره جنوبی به کارگردانی نا هیون و با بازی سول کیونگ گو و پارک هه سو است. این فیلم در شنیانگ، چین واقع شده است و داستان آن حول محور لیدر تیم عملیات پنهانی یک آژانس جاسوسی و دادستانی که به این آژانس جاسوسی تنزل رتبه داده شده است، می‌چرخد. این فیلم در ۸ آوریل ۲۰۲۲ در نتفلیکس منتشر شد.

## بازیگران

### اصلی
- سول کیونگ گو در نقش جی کانگ این[۵]
- پارک هه سو در نقش هان جی هون[۶]